# 硫酸盐矿物
硫酸盐矿物是一类矿物，其结构中含有硫酸根离子（SO2−
4）。硫酸盐矿物通常存在于原生蒸发岩沉积环境中，作为热液脉中的脉石矿物和硫化物矿床氧化带中的次生矿物。铬酸盐和锰酸盐矿物具有相似的结构，在矿物分类系统中通常包含在硫酸盐中。
硫酸盐矿物包括：
- 无水硫酸盐
  - 重晶石 BaSO4
  - 天青石 SrSO4
  - 铅矾 PbSO4
  - 硬石膏 CaSO4

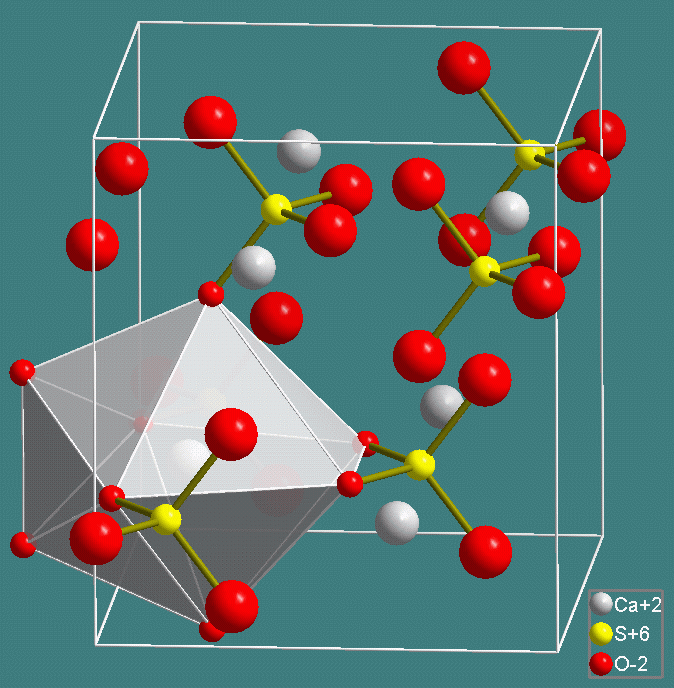
硬石膏晶体结构

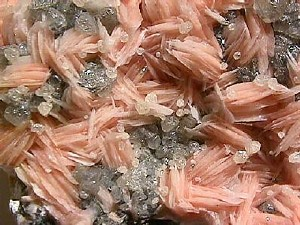
重晶石与白铅矿

  - 碳酸芒硝 Na22K(SO4)9(CO3)2Cl
- 氢氧化物与水合硫酸盐
  - 石膏 CaSO4·2H2O
  - 胆矾 CuSO4·5H2O
  - 水镁矾 MgSO4·H2O
  - 四水镁矾 MgSO4·4H2O
  - 六水镁矾 MgSO4·6H2O
  - 泻利盐 MgSO4·7H2O
  - 水绿矾 FeSO4·7H2O
  - 块铜矾 Cu3SO4(OH)4
  - 水胆矾 Cu4SO4(OH)6
  - 明矾石 KAl3(SO4)2(OH)6
  - 黄钾铁矾 KFe3(SO4)2(OH)6